# Munters

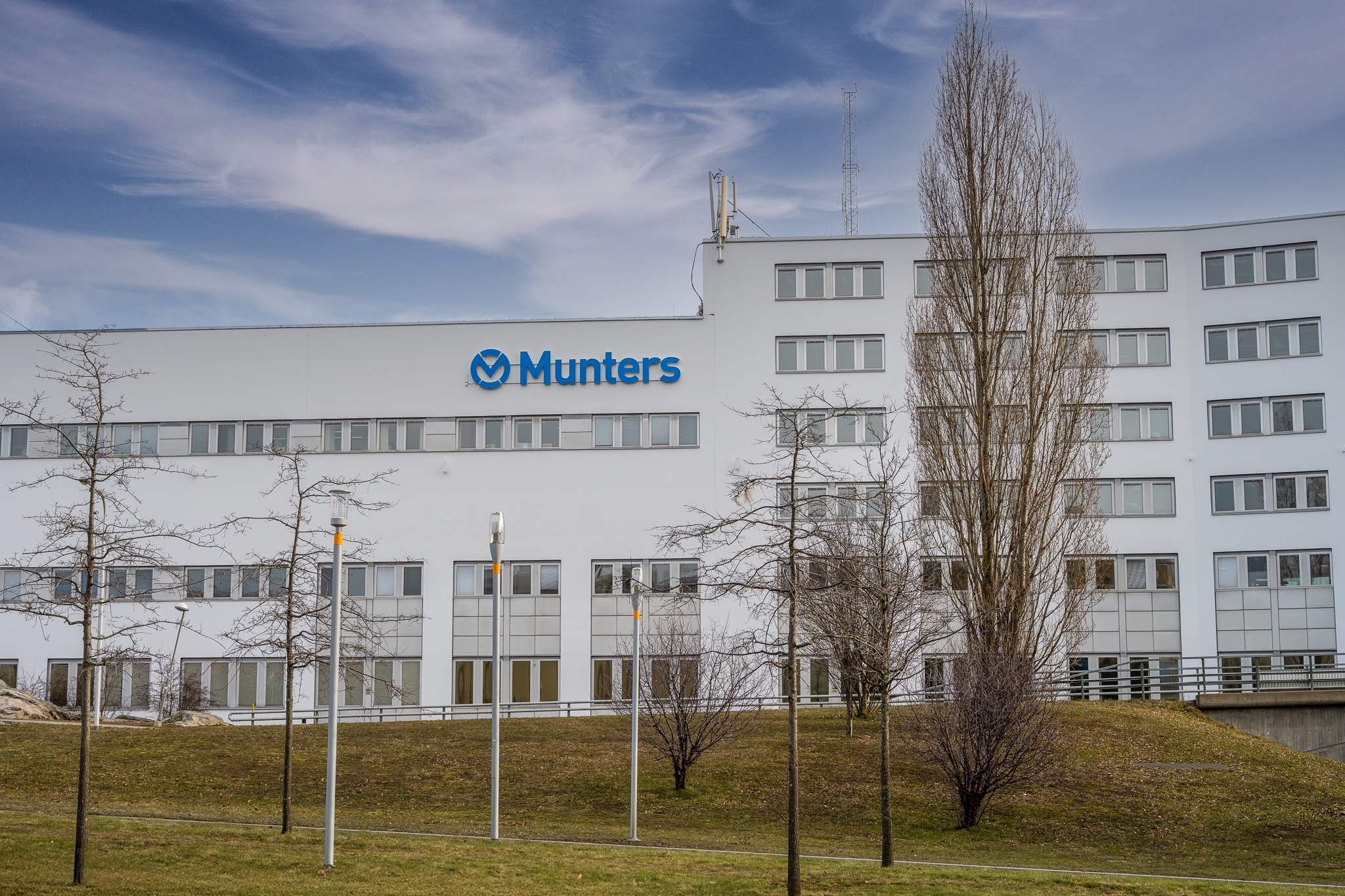
Munters huvudkontor i Kista (2025).

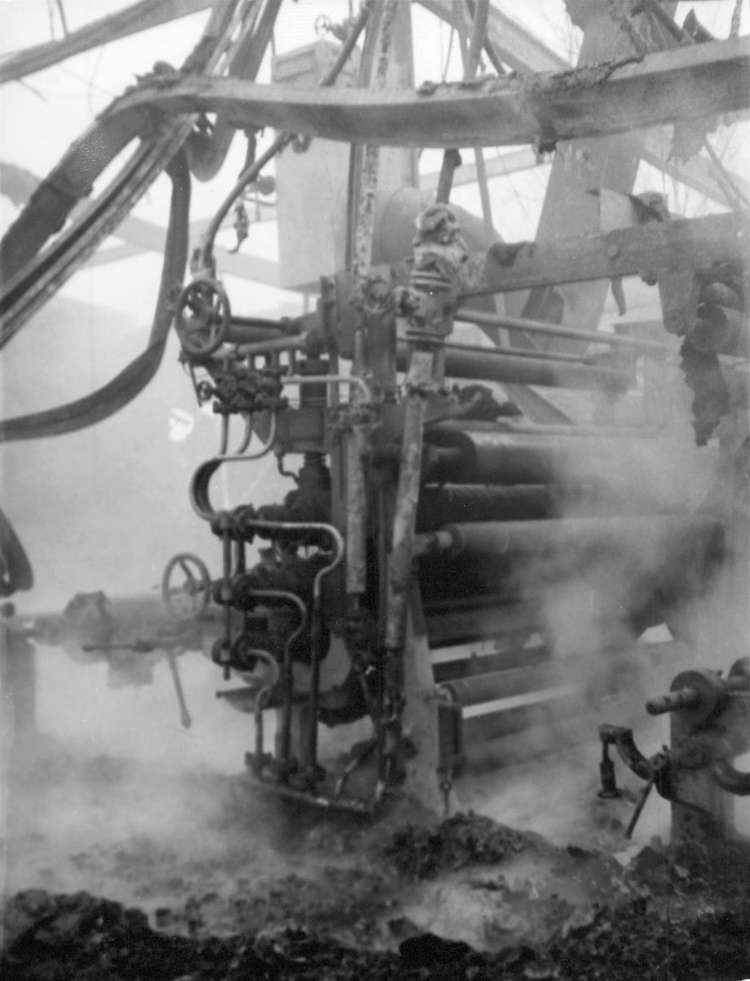
Munters eldhärjade fabrik i Ulvsunda, 1943.

Munters är ett svenskt företag som tillverkar produkter för avfuktning, befuktning och kylning av luft. Det grundades 1955 av uppfinnaren Carl Munters tillsammans med bland annat bankmannen och företagsledaren Marcus Wallenberg.
Företaget hade en fabrik i Ulvsunda i Solna stad som brann ner till grunden i februari 1943. Nils (bror til Carl) byggde upp en ny fabrik i Gävle delvis med hjälp av maskiner som räddats från fabriken i Ulvsunda och restaurerats.
Företagets huvudkontor ligger i dag utanför i Kista, norr om centrala Stockholm.  
Bolaget köptes 2010 av Nordic Capital . Bolaget noterades på Nasdaq Stockholm under 2017. Huvudägare är idag det Wallenberg-knutna FAM AB.